# Dionysius Sebwe
Dionysius Sebwe (Monrovia, 7 de março de 1969) é um ex-futebolista profissional liberiana que atuava como defensor.

## Carreira
Dionysius Sebwe representou o elenco da Seleção Liberiana de Futebol no Campeonato Africano das Nações de 2002.